# Band'Eros
Band'Eros (en russe : Банд’Эрос) est un groupe russe, originaire de Moscou. Il devient célèbre après la sortie en 2005 du single Ne promets rien. Depuis ses débuts le groupe a vendu plus de 200 000 exemplaires de son premier album  Columbia Pictures don't present, et plus de 450 000 singles.

## Histoire
Le groupe Band'Eros se forme à Moscou au début de l'année 2005. Les premiers membres en sont Batista, célèbre MC qui collabore avec de nombreux artistes de la scène hip-hop russe, Rada, Natacha, première fille du groupe, impliquée dans de nombreux projets musicaux avant de rejoindre le groupe, Igor DMSV, DJ, danseur et MC, et Rouslan, breakdancer de haut niveau. Alexandre Doulov est, quant à lui, réalisateur artistique et auteur-compositeur des chansons du groupe, ce depuis sa création.
Au printemps 2006 Band'Eros signe sur le label Universal Music Russia. Le 1er novembre sort le premier album du groupe qui remporte un véritable succès, en Russie comme aux États-Unis, avec sa chanson titre Коламбия Пикчерз не представляет (Columbia Pictures Don't Present).
Plus tard sont programmés sur les radios des singles comme Naomi presque Campbell (en russe : Наоми я бы кэмпбелл), Je ne t'aime pas[réf. nécessaire], Quartiers chics[réf. nécessaire]. À l’automne 2007 Band'Eros réussit encore un méga-hit avec le titre Sur la belle vie[réf. nécessaire]. Mais l'hiver de cette année Rada quitte le groupe pour des raisons d'ordre privé. La chanteuse Tania renforce alors le groupe. La chanson Manhattan sort et un clip est tourné en février. L'album Коламбия Пикчерз не представляет est réédité avec de toutes nouvelles chansons.
En juin 2008 Коламбия Пикчерз не представляет devient disque de platine avec plus de 200 000 exemplaires vendus par Universal Music Russia. En août 2008, le groupe publie le single Adios dont le clip est réalisé un mois après. La chanson et le clip restent plusieurs mois en tête des différents hit-parades du pays. En mai 2009 sort un nouveau titre, Bandes[réf. nécessaire].
Deux clips sont encore réalisés en 2010, Oublie[réf. nécessaire], en janvier, et Moi jusqu'au printemps[réf. nécessaire]. C'est à cette période que Rouslan quitte le groupe, que rejoint un nouveau membre en la personne d'Alexeï Vinnitski, alias DJ Scream One.
En 2011, Batista quitte le groupe. En 2015, Garik DMCB se lance en solo avec le projet Burito, et l'ancien leader du groupe T9 - Vladimir Vladimirovich Soldatov - apparait chez Band'Eros uniquement lors du concert de Noël sur NTV en 2019, interprétant la chanson Дай Пять avec eux. À l'été 2016, un nouveau DJ apparait - Irakli Meskhadze (alias DJ Erik). En 2019, Tania Milovidova quitte le groupe en raison de son désir de développer l'activité de restauration.
Le 3 juin 2022, lors du New Radio Festival, les membres de la nouvelle formation du groupe, Maria Rusakova et Better, sont présentés.

## Membres

### Membres actuels
- Tania rejoint le groupe après le départ de Rada à l'hiver 2007. Elle chante depuis ses 12 ans et est diplômée d'une école musicale où elle a appris le piano.
- Natacha (Natalia Ibadine) est diplômée en chant de l'école de musique des Sœurs Gnessine. Elle passe son enfance et son adolescence à Oulan-Oudé, en Bouriatie. Elle a étudié et travaillé aux Pays-Bas, a suivi des cours de yoga. Elle a une fille, Ouliana, de son premier mariage. Et un fils du second : Loukas, né en avril 2012.
- Igor « Garik » DMSV est réalisateur de formation. Il pratique le muay-thaï, boxe thaïlandaise. Il présente l'émission Love Radio Party avec son ami DJ Light, le samedi, sur la station Love Radio.
- Roma Pan – deuxième niveau de sambo.
- Alexeï Vinnitski, alias DJ Scream One – DJ

### Anciens membres
- Rada –  historien de formation, a participé à de nombreux projets musicaux et monté ses propres affaires. Il pratique entre autres passe-temps le tai-chi-chuan et le snowboard. Il parle couramment le français, l'espagnol et les dialectes ossètesг[1].
- Kiril Batista poursuit une carrière solo depuis mai 2011.
- Rouslan Raïnak –  breakdanceur et danseur de popping, ancien membre du crew de breakdance All the Most (ru), de renommée mondiale.
- DJ Erik[2]

## Discographie

### Albums studio
- 2006 : Коламбия Пикчерз не представляет (Columbia Pictures Don't Present)
- 2011 : Кундалини (Kundalini)

### Compilations
- 2009 : Bandes[réf. nécessaire]

### Bandes-son
- Band'Eros fait une apparition dans le film Échange de mariages[réf. nécessaire] dont trois titres agrémentent la bande originale : Sur la belle vie[réf. nécessaire], Naomi presque Campbell[réf. nécessaire] et La vie n'est pas triste[réf. nécessaire].

## Distinctions notables
- 2006 : « Gramophone d'Or » pour le titre Коламбия Пикчерз не представляет
- 2006 : Lauréat du festival Chanson de l'Année pour le titre Коламбия Пикчерз не представляет
- 2007 : Prix du meilleur projet hip-hop par le concours Prix Muz-TV
- 2007 : Lauréat du festival Chanson de l'Année, pour le titre Je ne t'aime pas[réf. nécessaire]
- 2008 : pour la deuxième année consécutive, prix du meilleur projet hip-hop par le concours Prix Muz-TV
- 2008 : « Gramophone d'or » pour le titre Manhattan
- 2008 : Lauréat du festival Chanson de l'Année pour le titre Manhattan
- 2009 : « Gramophone d'or » pour le titre Adios
- 2009 : Lauréat du festival Chanson de l'Année pour le titre Adios
- 2011 : Lauréat du festival Chanson de l'Année pour le titre Kitano
- 2012 : Prix du Meilleur projet Hip-hop par le concours « Prix Muz-TV »